# Podiceps major
El macá grande, huala o somormujo macachón (Podiceps major) es una especie de ave podicipediforme de la familia Podicipedidae propia de Sudamérica. Su nombre científico proviene del latín podicis=ano, eps→pes=pie y major=mayor (el mayor o más grande de los de patas junto a la cola).

## Descripción
Su pico es largo y notablemente puntiagudo, y de color pardo negruzco. Sus ojos son rojo sangre. Su plumaje, dorsalmente, es pardo negruzco con brillo verde; ventralmente es blanco perla con los lados del pecho acanelados. Los laterales del cuerpo van del gris al pardo. La cabeza es gris, con copete y nuca negros, siendo tornasolada la nuca. Su cuello es largo, de un color castaño rojizo en los costados y por delante, y negruzco por detrás. Las alas son pardas con blanco en las secundarias y en algunas de las primarias. La cola es castaña rojiza. El plumaje no nupcial es más pálido, siendo la garganta y parte de la cara blancas, mientras que la corona y el cuello muestran una tonalidad grisácea. 
En la subespecie navasi, estos colores son más oscuros e intensos.

## Nombres vulgares
Huala (del mapudungun "Wala" o pato zambullidor) es denominado especialmente en Chile, y en menor medida en Argentina; en este último país se lo llama mayoritariamente (incluso como nombre oficial) macá grande al igual que en el Uruguay, donde se lo conoce en localidades limítrofes con el Brasil también con el nombre portugués de Mergulhão-grande. Su curiosa voz le valió también otro nombre popular en el Brasil: chorona (llorona). En el Paraguay le es aplicado igualmente el apelativo macá grande (en castellano) e Ypa apa guasú en guaraní. Finalmente en el Perú es llamado zambullidor grande.
Otros nombres en castellano son: huala grande, macá cornudo, macá grande copetón, macá cornudo de Azara, zampullín grande, macá mayor, macá copetón, trompetín, y somormujo macachón.

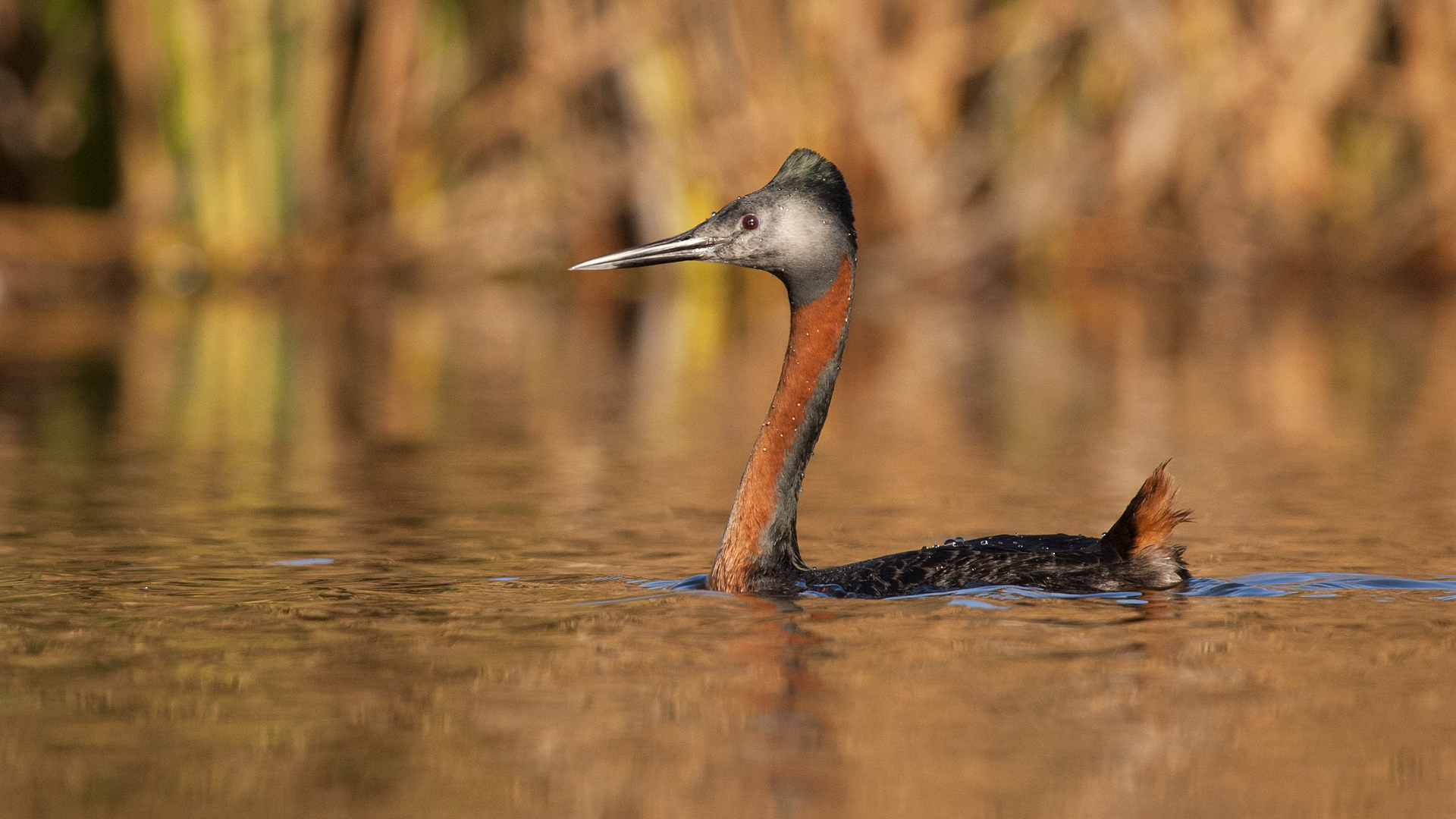
Podiceps major major en el Humedal de Catagena, Santiago de Chile

## Distribución
Habita desde el extremo sur del Perú y el sur del Brasil por el norte, a través de Chile, Paraguay, Uruguay, y Argentina, hasta Tierra del Fuego por el Sur, siendo común en las islas Malvinas, ocasional en las islas Georgias del Sur, y vagante en España.
Es probable que también se encuentre en el chaco boliviano. 

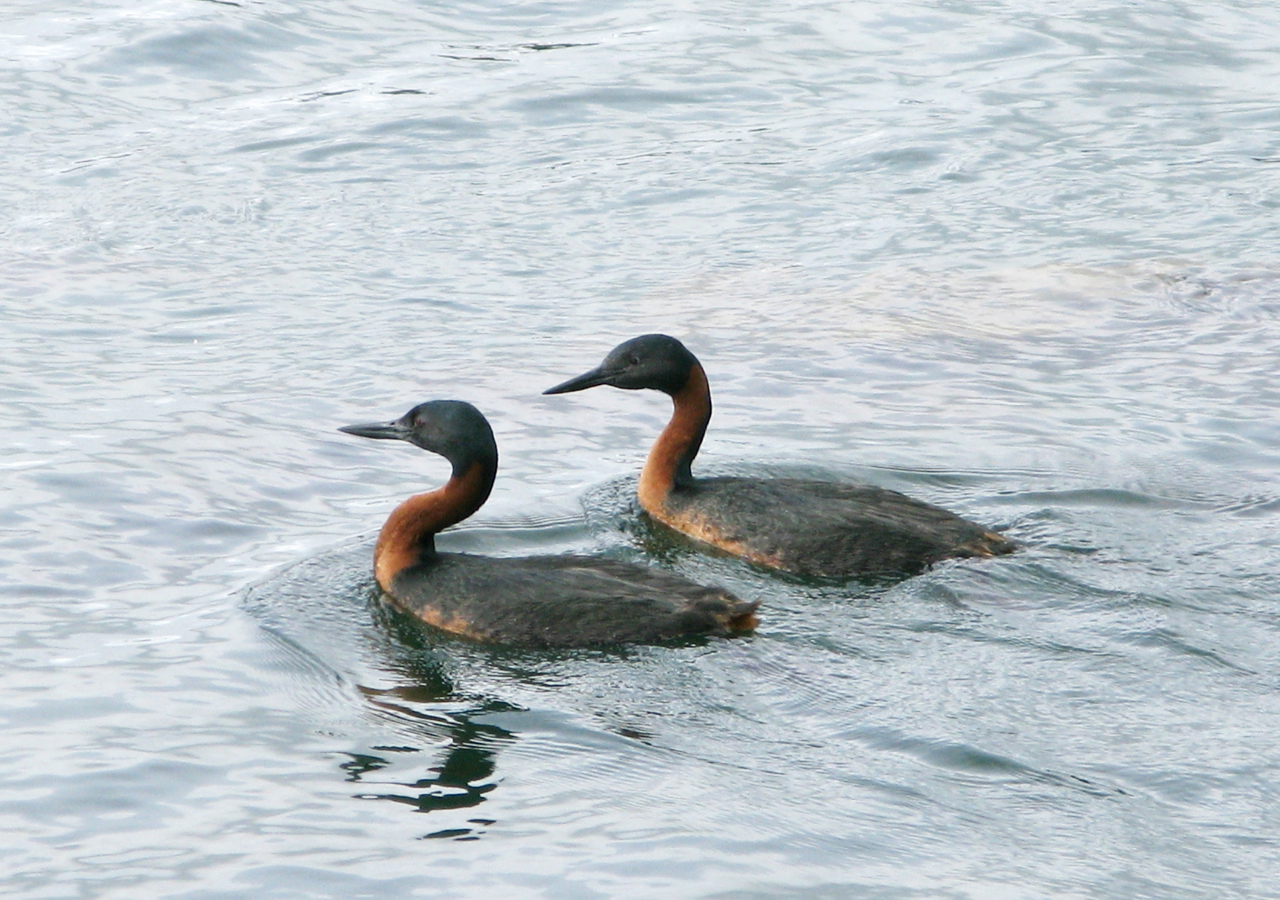
Podiceps major navasi en el parque nacional de Tierra del Fuego, Argentina

## Hábitat
Habitan casi cualquier curso de agua: lagos, lagunas, bañados, tranques, esteros, y embalses, tanto en formaciones de agua dulce como salada, prefiriendo aquellas de mayor extensión y profundidad. No sube a lagunas cordilleranas o altiplánicas.
En invierno también se lo encuentra en costas marinas, tanto en las reparadas como en las expuestas.

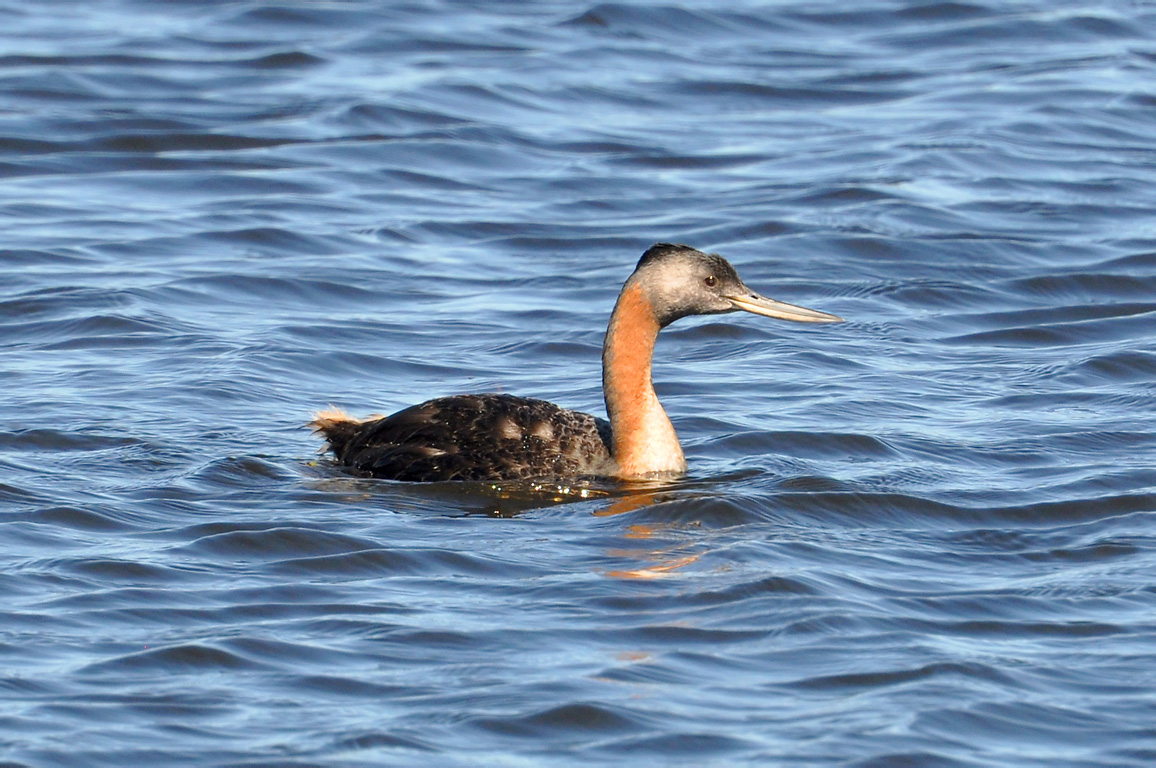
Podicephorus major major en Santa Vitoria do Palmar, Rio Grande do Sul, Brasil.

## Subespecies
Las especies se encuentra dividida en dos subespecies, las cuales son fáciles de separar visualmente en plumaje reproductivo.
- Podiceps major major (Boddaert, 1783) Característica de las llanuras templadas, al este de los Andes.

- Podiceps major navasi Manghi 1984. De pico más corto y robusto y con plumaje más negruzco en su cabeza. Su localidad típica es el Lago Lolog, Neuquén, Argentina. Es la que habita en los lagos del bosque andino-patagónico y canales australes, migrando en el otoño hacia el norte en Chile, y hasta Mendoza y Buenos Aires en Argentina.[5]

## Comportamiento
Es menos ribereño que otras especies similares, prefiriendo flotar lejos de la orilla. Descansa en el agua ocultando su cabeza en el manto. Posee una voz típica que semeja un lamento, la cual es emitida preferentemente al atardecer. Vive solitaria, en parejas, o en grupos dispersos. En la primavera viven en parejas. En el otoño, o cuando se secan o congelan los lagos y lagunas, suelen migrar agrupados en bandadas, (volando principalmente durante la noche) hacia el norte, e incluso a las costas marinas, siendo abundantes en el litoral atlántico del Uruguay y países vecinos en el invierno. Durante las fuertes tormentas marinas suelen morir en importantes cantidades. También los afectan los derrames petroleros, tanto en el mar como en las lagunas artificiales creadas por la industria hidrocarburífera para verter sus desechos.   

## Alimentación
Es principalmente piscívora, alimentándose de peces pequeños, alevines, plantas e insectos acuáticos.

## Reproducción
Las parejas son muy fieles. Migran juntas y juntas regresan también al sector del lago donde se establecen cada año. Antes de unirse, macho y hembra ejecutan danzas muy curiosas, siendo esto algo típico de los integrantes de esta familia, pero estas danzas varían entre las distintas especies que la componen.
Su nido es una plataforma de restos vegetales, generalmente dispuesta flotando amarrada a plantas acuáticas o en microislas o densos juncales y totorales, siempre tratando de mantenerlo fuera del alcance de los predadores terrestres.
Pone de 4 a 6 huevos de color blanco azulado con dimensiones promedio de 56 mm de largo por 39 mm de ancho.